# Philippe Gengembre

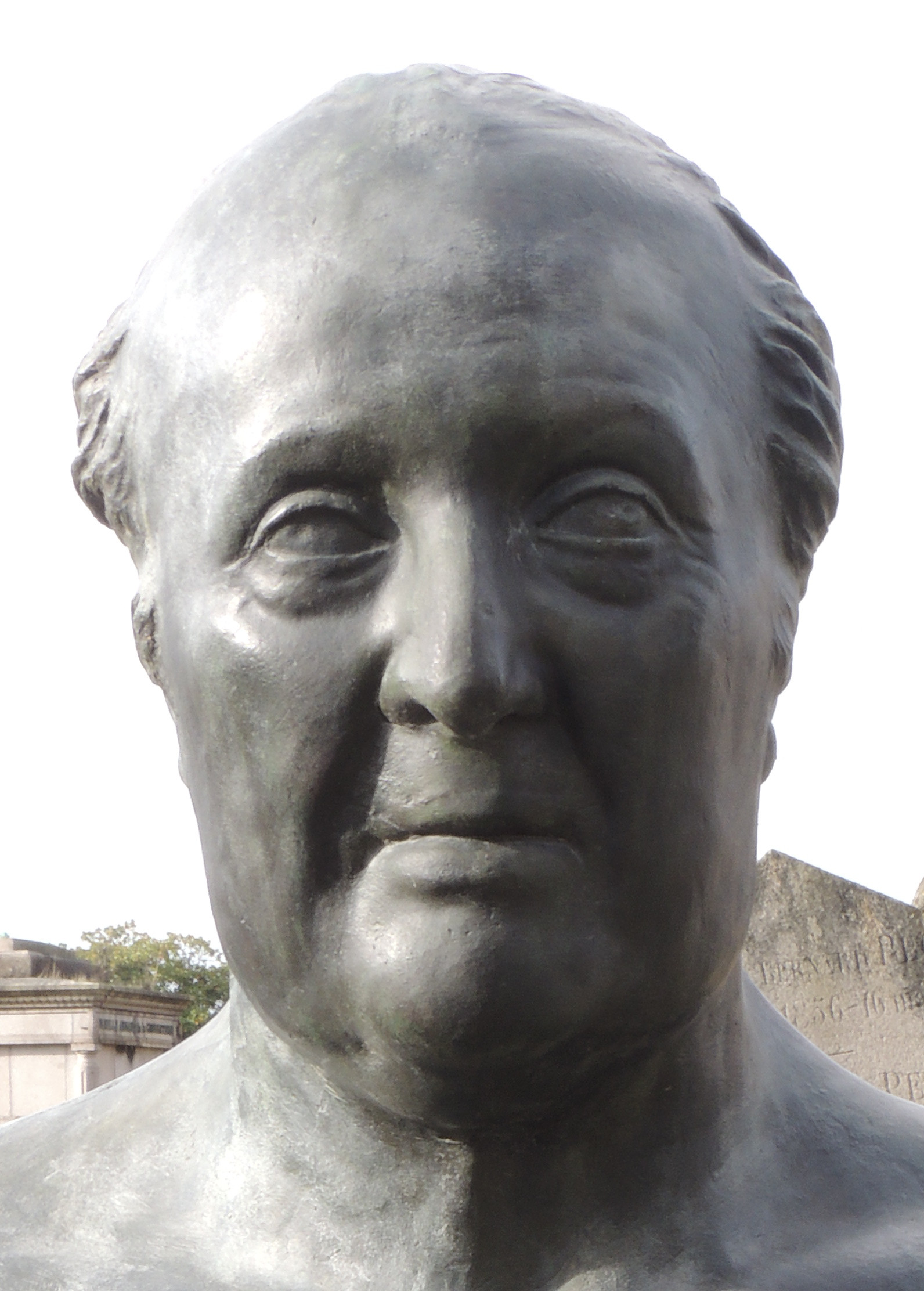
Büste von Gengembre auf dem Friedhof Miséricorde Nantes

Philippe Gengembre (* 22. März 1764 in Houdain; † 19. Januar 1838 in Indre (Loire-Atlantique)) war ein französischer Chemiker. Er war unter Napoleon Generalinspektor für das Geldwesen.
Gengembre war ein Schüler von Antoine de Lavoisier und assistierte diesem und Pierre-Simon de Laplace unter anderem in deren Experimenten zur Wärmelehre. 1791 bis 1794 war er in den USA, wo er zugunsten der Amerikaner unter den Engländern spionierte. Nach seiner Rückkehr stieg er schnell in der Verwaltung für Banknoten und Münzen auf zum Generalinspektor dank nicht zuletzt seiner mechanischen und chemischen Fähigkeiten. Er erfand eine neue Tiefdruckmethode für Geldscheine und Geräte zum Schlagen der Münzen. Seine Münzpresse von 1803 verschaffte ihm den Posten des Generalinspektors der Münzen unter Napoleon. Später wirkte er in der Münzpresse in Nantes (das heutige Naturgeschichtsmuseum). In Indre organisierte er ab 1827 eine königliche Fabrik für Dampfmaschinen für Schiffe. Er liegt in Indre begraben.

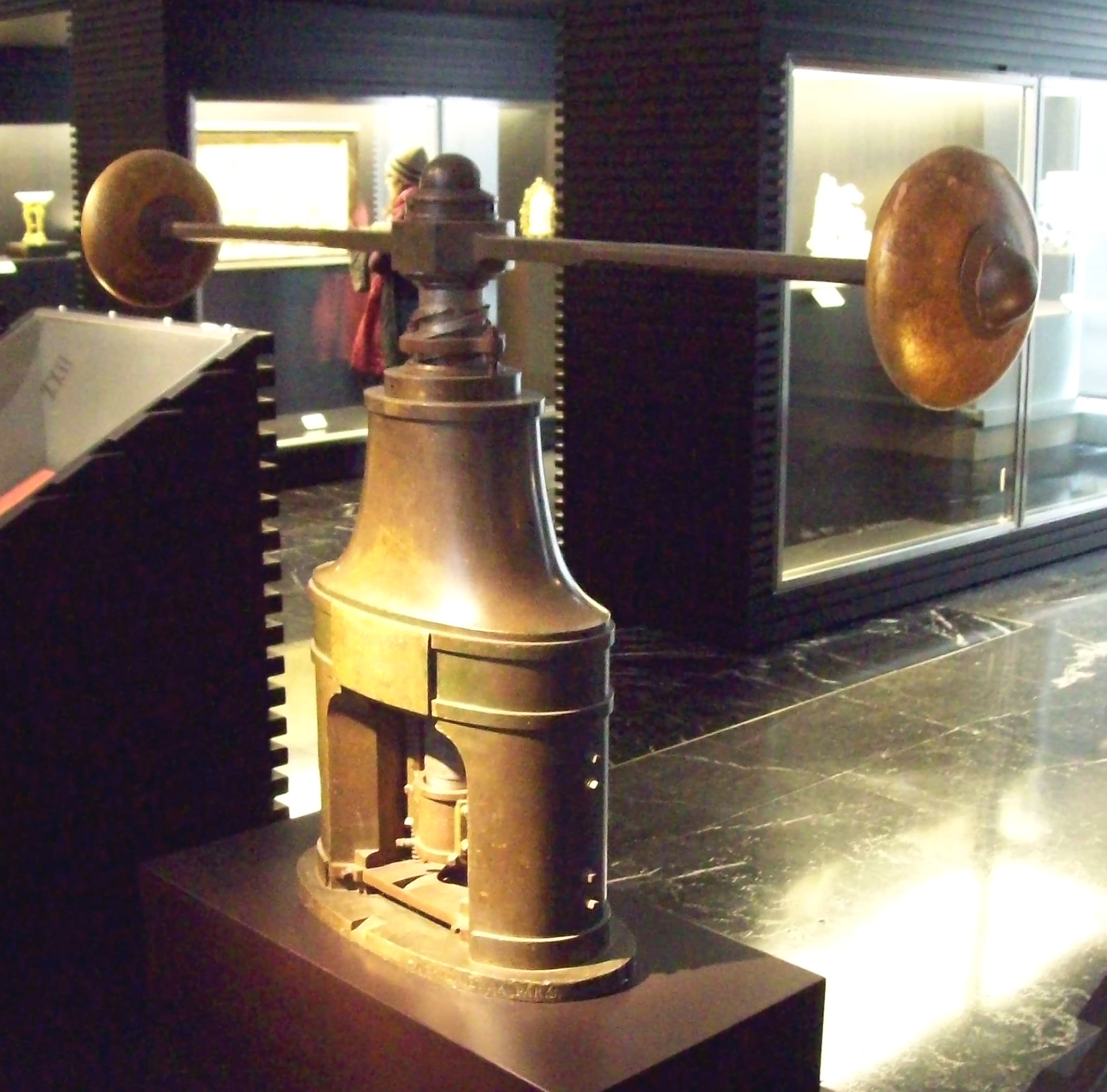
Münzpresse Austerlitz von Gengembre 1831, benannt nach der Schlacht, da die ersten Exemplare aus dort erbeuteten russischen Kanonen gegossen wurden

1789 stellte er als Erster Phosphorwasserstoff dar.